# Anastassia Iermakova
Anastassia Iermakova (en rus Анастасия Ермакова) (Moscou, Unió Soviètica, 1983) és una nedadora de natació sincronitzada russa, guanyadora de quatre medalles olímpiques.

## Biografia
Va néixer el 8 d'abril de 1983 a la ciutat de Moscou, capital en aquells moments de la Unió Soviètica i capital actual de Rússia.

## Carrera esportiva
Considerada una de les millos nedadores de sincronitzada de la dècada del 2000, va participar, als 21 anys, en els Jocs Olímpics d'Estiu de 2004 realitzats a Atenes (Grècia), on aconseguí guanyar la medalla d'or en les proves de parella, al costat d'Anastassia Davídova, i en la prova d'equips. En els Jocs Olímpics d'Estiu de 2008 realitzats a Pequín (Xina) tornà a revalidar els dos títols olímpics aconseguits a Atenes.
Al llarg de la seva carrera ha guanyat 7 medalles en el Campionat del Món de natació, entre elles cinc medalles d'or i dues medalles de plata.